# Cuéntame cómo pasó
Cuéntame cómo pasó (més coneguda com a Cuéntame) és una sèrie espanyola de televisió emesa per La 1, canal de la cadena pública Televisión Española des de l'any 2001.
La sèrie narra, situant-se en una combinació de microhistòria i macrohistòria, les vivències d'una família de classe mitjana a Madrid, els "Alcántara", durant els darrers anys del franquisme i els començaments de la Transició espanyola; i és a la vegada una crònica sociopolítica de l'època. El seu nom prové de la famosa cançó "Cuéntame" composta pels creadors musicals Pablo Herrero i José Luis Armenteros (antics components del conjunt musical madrileny Los Relámpagos) i estrenada en els anys seixanta pel grup de música pop Fórmula V.
La sèrie es va crear amb el propòsit de celebrar el primer quart de segle transcorregut des de la Transició i el seu esperit clarament didàctic queda patent en alguns episodis puntuals especials, en els quals s'inclouen entrevistes documentals a personatges històrics de l'època, com per exemple els corresponents a l'assassinat del president Carrero Blanco o la mort de Franco.
Des del seu primer episodi, emès el 13 de setembre de 2001, Cuéntame reflectirà els canvis experimentats en el país a partir de 1968 (la ficció s'inicia en abril de 1968), amb la victòria a Eurovisió de la cantant Massiel, fins previsiblement, segons va afirmar en novembre de 2007 el productor de la sèrie, Miguel Ángel Bernardeau, el final de la Transició.
En desembre de 2008, TVE i Grupo Ganga van anunciar que la sèrie, que en la 10a temporada estava recollint molt bons nivells d'audiències, seria renovada fins a tres temporades més, ficant-se plenament a la dècada dels 80 i la "movida madrileña".
La sèrie, a través de situacions i actituds de l'època, amb qui el públic que va viure aquell moment pot empatitzar fàcilment, forma una evocació nostàlgica d'aquells moments, guardant similituds amb la sèrie "That wonder years", que ho feia amb la història dels Estats Units o amb "Temps de Silenci", que ho feia respecte a la història de Catalunya.
La dotzena temporada es va estrenar en novembre de 2010 amb la tornada del personatge d'Inés, interpretat per Pilar Punzano. La sèrie va ser líder en totes les seves emissions. Va acomiadar la temporada amb rècord reunint gairebé 5.000.000 de teleespectadors.
La tretzena temporada de la sèrie va arribar en setembre de 2011 amb la família Alcántara completament arruïnada.

## Trajectòria

### 2001-2006
La sèrie es va emprendre amb el propòsit de celebrar el primer quart de segle transcorregut des de la Transició. En va quedar patent el seu esperit clarament didàctic en alguns capítols especials que tenen entrevistes documentals a personatges històrics de l'època, com per exemple en els corresponents a l'assassinat de Carrero Blanco i a la mort de Francisco Franco.
Per mitjà de situacions, personatges i actituds de l'època poden resultar familiars al públic que les va viure. La sèrie fa una evocació nostàlgica similars a The Wonder Years (Aquells meravellosos anys) amb la històrica estatunidenca.
Després de vint anys en antena, la sèrie Cuéntame cómo pasó s'ha convertit en tot un referent. Ha sobreviscut als diversos vaivens polítics en RTVE i ha sigut emesa durant els governs de José María Aznar, José Luis Rodríguez Zapatero, Mariano Rajoy i Pedro Sánchez.
La gravació del primer episodi començà el 29 de juny de 2001 i es va emetre el 13 de setembre d'aqueix mateix any, tot i dos dies després dels atemptats d'Al-Qaeda als Estats Units. Per aquest motiu, fins a la tarda del dia 13 es va estar considerant la possibilitat d'ajornar l'estrena per la gran commoció mundial que havien suposat els atacs a Nova York. Finalment, TVE va confirmar en el Telediari 2 del mateix dia 13 l'emissió de la sèrie, que es va estrenar a les 22:00 hores.

## Personatges

### Principals
- Antonio Alcántara Barbadillo (Imanol Arias)
- Mercedes Fernández López (Ana Duato)
- Carlos Alcántara Fernández (Ricardo Gómez, Carlos Hipólito com a veu d'adult)
- Herminia López (María Galiana)
- Inés Alcántara Fernández (Irene Visedo, Pilar Punzano)
- Toni Alcántara Fernández (Pablo Rivero)
- Paquita (Ana Arias)
- María Alcántara Fernández (Esmeralda García, Celine Peña, Paula Gallego, Carmen Climent)
- Miguel Alcántara Barbadillo (Juan Echanove)

### Secundaris
- Pilar Villuendas, Pili (Lluvia Rojo)
- Desiderio Quijo (Roberto Cairo)
- Clara (Silvia Espigado)
- Felipe Forneda (Nacho Aldeguer)
- Arancha (Nazaret Aracil)
- Pare Froilán (Antonio Canal)
- Ramón (Manolo Cal)
- José Jiménez, Josete (Santiago Crespo)
- Luis Gómez (Manuel Dios)

### Antics
- Karina (Elena Rivera Villajos)
- Françoise Alcántara (Patricia Figón, Aida Folch)
- Valentina Rojas (Alicia Hermida)
- Ernesto Ochotorena (Roberto Álvarez)
- Juana Andrade (Cristina Alcázar)
- Eugenio Domingo (Pere Ponce)
- Tinín (Enrique San Francisco)
- Eladio Contreras, "Cervan" (Tony Leblanc)
- Pablo Ramírez Sañudo (José Sancho)
- Aurora/Luz (Carla Calpasoro)
- Pura Barbadillo (Terele Pávez)
- Marta Altamira (Anna Allen)
- Nieves (Rosario Pardo)
- Quique (Félix Corcuera)
- Mario (Mikel Losada)
- Álvaro (Nacho Casalvaque)
- Don Venancio (Fernando Fernán Gómez)
- Rafa Prieto (Juanjo Puigcorbé)
- Bárbara (Mapi Galán)
- Bernabé (José Luis Alcobendas)

## Capítols i audiències
Episodis i audiències de Cuéntame cómo pasó.
| Temporada | Temporada | Episodis | Estrena    | Final      | Audiència mitjana | Audiència mitjana | Audiència mitjana |
| Temporada | Temporada | Episodis | Estrena    | Final      | Espectadors       | Quota de pantalla |                   |
| --------- | --------- | -------- | ---------- | ---------- | ----------------- | ----------------- | ----------------- |
|           | 1         | 33       | 13/09/2001 | 04/12/2001 | 5 513 000         | 33,6%             |                   |
|           | 2         | 14       | 27/09/2002 | 26/12/2002 | 6 416 000         | 38,1%             |                   |
|           | 3         | 13       | 03/04/2003 | 03/07/2003 | 6 732 000         | 42,0%             |                   |
|           | 4         | 14       | 25/09/2003 | 01/01/2004 | 6 795 000         | 39,1%             |                   |
|           | 5         | 13       | 15/04/2004 | 22/07/2004 | 5 250 000         | 32,0%             |                   |
|           | 6         | 14       | 18/11/2004 | 24/02/2005 | 5 856 000         | 32,4%             |                   |
|           | 7         | 17       | 22/09/2005 | 12/01/2006 | 4 968 000         | 27,8%             |                   |
|           | 8         | 21       | 14/09/2006 | 08/02/2007 | 4 780 000         | 27,2%             |                   |
|           | 9         | 22       | 13/09/2007 | 14/02/2008 | 3 665 000         | 21,1%             |                   |
|           | 10        | 19       | 28/09/2008 | 25/12/2008 | 4 281 000         | 24,1%             |                   |
|           | 11        | 17       | 03/09/2009 | 17/09/2009 | 4 071 000         | 22,0%             |                   |
|           | 12        | 18       | 11/11/2010 | 17/03/2011 | 4 722 000         | 23,8%             |                   |
|           | 13        | 18       | 15/09/2011 | 02/02/2012 | 4 547 000         | 22,7%             |                   |
|           | 14        | 20       | 03/01/2013 | 23/05/2013 | 4 101 000         | 20,5%             |                   |
|           | 15        | 19       | 16/01/2014 | 05/06/2014 | 3 758 000         | 18,5%             |                   |
|           | 16        | 19       | 15/01/2015 | 21/05/2015 | 3 125 000         | 16,1%             |                   |
|           | 17        | 19       | 07/01/2016 | 19/05/2016 | 3 208 000         | 17,2%             |                   |
|           | 18        | 19       | 12/01/2017 | 25/05/2017 | 2 988 000         | 17,9%             |                   |
|           | 19        | 19       | 25/01/2018 | 29/11/2018 | 2 617 000         | 16,6%             |                   |
| Total     | Total     | 348      | 13/09/2001 |            |                   |                   |                   |

(Dades d'audiència sense comptar els capítols especials)

## Episodis i audiències
| Capítol            | Nom                                                       | Data d'emissió                   | Audiència | Share | Ver |
| ------------------ | --------------------------------------------------------- | -------------------------------- | --------- | ----- | --- |
| PRIMERA TEMPORADA  |                                                           |                                  |           |       |     |
| 1 (1)              | El retorno del fugitivo                                   | Dijous 13 de setembre de 2001    | 4.314.000 | 29,4% |     |
| 2 (2)              | Un cielo lleno de futbolines                              | Dijous 20 de setembre de 2001    | 4.058.000 | 25,6% |     |
| 3 (3)              | A lo lejos el mar                                         | Dijous 27 de setembre de 2001    | 4.451.000 | 28,4% |     |
| 4 (4)              | Las invasoras                                             | Dijous 4 d'octubre de 2001       | 4.542.000 | 28,4% |     |
| 5 (5)              | Paz, amor y fantasía                                      | Dijous 11 d'octubre de 2001      | 4.115.000 | 28,8% |     |
| 6 (6)              | El día de la raza                                         | Dijous 18 d'octubre de 2001      | 5.002.000 | 30,6% |     |
| 7 (7)              | Amistades peligrosas                                      | Dijous 25 d'octubre de 2001      | 5.010.000 | 31,0% |     |
| 8 (8)              | Las mejores huelgas de nuestra vida                       | Dijous 8 de novembre de 2001     | 5.265.000 | 33,2% |     |
| 9 (9)              | Non plus ultra                                            | Dijous 15 de novembre de 2001    | 5.457.000 | 33,3% |     |
| 10 (10)            | Un hombre sin corazón                                     | Dijous 22 de novembre de 2001    | 5.733.000 | 34,6% |     |
| 11 (11)            | Educación y mundología                                    | Dijous 29 de novembre de 2001    | 5.336.000 | 32,8% |     |
| 12 (12)            | Un día es un día                                          | Dijous 13 de desembre de 2001    | 5.659.000 | 34,3% |     |
| 13 (13)            | Una nochebuena... con Esperanza                           | Dijous 20 de desembre de 2001    | 5.536.000 | 33,9% |     |
| 14 (14)            | Noche de reyes                                            | Dijous 10 de gener de 2002       | 5.840.000 | 33,3% |     |
| 15 (15)            | Pretérito imperfecto                                      | Dijous 17 de gener de 2002       | 5.680.000 | 33,4% |     |
| 16 (16)            | Entre beso y beso... terremoto                            | Dijous 24 de gener de 2002       | 5.256.000 | 30,1% |     |
| 17 (17)            | Cada cual en su sitio                                     | Dijous 31 de gener de 2002       | 5.808.000 | 34,7% |     |
| 18 (18)            | Fish & Chips                                              | Dijous 21 de febrer de 2002      | 6.022.000 | 36,8% |     |
| 19 (19)            | La voz del barrio                                         | Dijous 7 de març de 2002         | 5.966.000 | 36,2% |     |
| 20 (20)            | Saetas y torrijas                                         | Divendres 22 de març de 2002     | 5.688.000 | 33,7% |     |
| 21 (21)            | Secretos y mentiras                                       | Dijous 4 d'abril de 2002         | 5.347.000 | 28,8% |     |
| 22 (22)            | Montescos y Capuletos                                     | Dijous 11 d'abril de 2002        | 6.345.000 | 35,1% |     |
| 23 (23)            | Madre no hay más que muchas                               | Dijous 18 d'abril de 2002        | 6.110.000 | 35,2% |     |
| 24 (24)            | Una larga espera                                          | Dijous 25 d'abril de 2002        | 5.952.000 | 35,4% |     |
| 25 (25)            | Amor y toros                                              | Dijous 2 de maig de 2002         | 6.210.000 | 36,6% |     |
| 26 (26)            | Tiempo de capones y porrazos                              | Dijous 9 de maig de 2002         | 6.139.000 | 33,9% |     |
| 27 (27)            | Nuevos horizontes                                         | Dijous 16 de maig de 2002        | 5.678.000 | 33,0% |     |
| 28 (28)            | La primavera de la matriarca                              | Dijous 23 de maig de 2002        | 6.269.000 | 35,7% |     |
| 29 (29)            | Eros, pelos y celos                                       | Dijous 30 de maig de 2002        | 6.325.000 | 39,0% |     |
| 30 (30)            | La guerra del fin del mundo                               | Dijous 6 de juny de 2002         | 6.250.000 | 36,1% |     |
| 31 (31)            | Qué luna la de aquel día                                  | Dijous 13 de juny de 2002        | 5.997.000 | 37,6% |     |
| 32 (32)            | A la orilla de los sueños                                 | Dijous 27 de juny de 2002        | 6.236.000 | 40,6% |     |
| 33 (33)            | Háblame de ti [Especial]                                  | Dijous 4 de juliol de 2002       | 3.118.000 | 22,4% |     |
| SEGONA TEMPORADA   |                                                           |                                  |           |       |     |
| 1 (34)             | Dos trompas y un destino                                  | Dijous 26 de setembre de 2002    | 6.339.000 | 42,2% |     |
| 2 (35)             | De aquí a la maternidad                                   | Dijous 3 d'octubre de 2002       | 6.471.000 | 39,9% |     |
| 3 (36)             | B-1 hundido                                               | Dijous 10 d'octubre de 2002      | 5.952.000 | 34,2% |     |
| 4 (37)             | La mamá política                                          | Dijous 17 d'octubre de 2002      | 6.180.000 | 36,3% |     |
| 5 (38)             | Con la frente marchita                                    | Dijous 24 d'octubre de 2002      | 6.131.000 | 35,4% |     |
| 6 (39)             | Los caudillos también se rascan                           | Dijous 31 d'octubre de 2002      | 5.646.000 | 37,5% |     |
| 7 (40)             | Primeras tardes con Teresa                                | Dijous 7 de novembre de 2002     | 6.619.000 | 38,5% |     |
| 8 (41)             | Arriba el telón                                           | Dijous 14 de novembre de 2002    | 6.874.000 | 39,6% |     |
| 9 (42)             | Secretos y ocultaciones                                   | Dijous 21 de novembre de 2002    | 6.616.000 | 38,0% |     |
| 10 (43)            | El veneno del teatro                                      | Dijous 28 de novembre de 2002    | 6.497.000 | 36,5% |     |
| 11 (44)            | Días de lluvia                                            | Dijous 5 de desembre de 2002     | 6.232.000 | 38,2% |     |
| 12 (45)            | La verdad al desnudo                                      | Dijous 12 de desembre de 2002    | 6.709.000 | 37,8% |     |
| 13 (46)            | Mutilado y caballero                                      | Dijous 19 de desembre de 2002    | 6.780.000 | 39,8% |     |
| 14 (47)            | Atado y bien atado                                        | Dijous 26 de desembre de 2002    | 6.773.000 | 39,5% |     |
| TERCERA TEMPORADA  |                                                           |                                  |           |       |     |
| 1 (48)             | A las puertas del Edén                                    | Dijous 3 d'abril de 2003         | 6.596.000 | 37,5% |     |
| 2 (49)             | París ¡oh, la la!                                         | Dijous 10 d'abril de 2003        | 6.794.000 | 38,8% |     |
| 3 (50)             | Arde París                                                | Dijous 24 d'abril de 2003        | 6.795.000 | 41,0% |     |
| 4 (51)             | La larga noche del maletín                                | Dijous 1 de maig de 2003         | 5.594.000 | 37,6% |     |
| 5 (52)             | Área de castigo                                           | Dijous 8 de maig de 2003         | 6.851.000 | 39,4% |     |
| 6 (53)             | Sí, quiero; no quiero...                                  | Dijous 15 de maig de 2003        | 6.690.000 | 40,6% |     |
| 7 (54)             | Crónicas d'un pueblo                                      | Dijous 22 de maig de 2003        | 6.876.000 | 41,6% |     |
| 8 (55)             | Muerte natural                                            | Dijous 29 de maig de 2003        | 7.194.000 | 43,0% |     |
| 9 (56)             | Días de luto                                              | Dijous 5 de juny de 2003         | 6.840.000 | 40,3% |     |
| 10 (57)            | La primera piedra                                         | Dijous 12 de juny de 2003        | 6.524.000 | 41,6% |     |
| 11 (58)            | Los camaradas                                             | Dijous 19 de juny de 2003        | 7.046.000 | 48,1% |     |
| 12 (59)            | Mar gruesa                                                | Dijous 26 de juny de 2003        | 6.467.000 | 45,5% |     |
| 13 (60)            | Tocando fondo                                             | Dijous 3 de juliol de 2003       | 7.253.000 | 51,0% |     |
| QUARTA TEMPORADA   |                                                           |                                  |           |       |     |
| 1 (61)             | El hombre cansado                                         | Dijous 25 de setembre de 2003    | 6.170.000 | 37,5% |     |
| 2 (62)             | Besos de hippies                                          | Dijous 2 d'octubre de 2003       | 6.279.000 | 36,7% |     |
| 3 (63)             | Made in USA                                               | Dijous 9 d'octubre de 2003       | 6.440.000 | 38,7% |     |
| 4 (64)             | Femenino plural                                           | Dijous 16 d'octubre de 2003      | 6.973.000 | 39,8% |     |
| 5 (65)             | Paraísos y purgatorios                                    | Dijous 23 d'octubre de 2003      | 7.071.000 | 40,5% |     |
| 6 (66)             | Elecciones orgánicas                                      | Dijous 30 d'octubre de 2003      | 6.561.000 | 36,9% |     |
| 7 (67)             | Los tiempos cambian                                       | Dijous 6 de novembre de 2003     | 6.639.000 | 39,0% |     |
| 8 (68)             | La llegada del futuro                                     | Dijous 13 de novembre de 2003    | 6.855.000 | 38,9% |     |
| 9 (69)             | Tiempo de divorcio                                        | Dijous 27 de novembre de 2003    | 7.163.000 | 40,7% |     |
| 10 (70)            | Ni un paso atrás                                          | Dijous 4 de desembre de 2003     | 7.028.000 | 39,5% |     |
| 11 (71)            | Europa empieza en los Pirineos                            | Dijous 11 de desembre de 2003    | 6.947.000 | 39,1% |     |
| 12 (72)            | Miedo en el cuerpo                                        | Dijous 18 de desembre de 2003    | 7.039.000 | 41,1% |     |
| 13 (73)            | El principio del fin                                      | Dijous 25 de desembre de 2003    | 5.930.000 | 36,9% |     |
| 14 (74)            | Campanadas a media noche                                  | Dijous 1 de gener de 2004        | 7.040.000 | 41,5% |     |
| CINQUENA TEMPORADA |                                                           |                                  |           |       |     |
| 1 (75)             | Un orden nuevo [Especial]                                 | Dijous 15 d'abril de 2004        | 4.634.000 | 26,8% |     |
| 2 (76)             | El año de la crisis                                       | Dijous 22 d'abril de 2004        | 6.478.000 | 34,4% |     |
| 3 (77)             | Camino de santidad                                        | Dijous 29 d'abril de 2004        | 6.967.000 | 38,1% |     |
| 4 (78)             | La mujer ideal                                            | Dijous 6 de maig de 2004         | 5.520.000 | 29,4% |     |
| 5 (79)             | Ochi chornia                                              | Dijous 13 de maig de 2004        | 6.707.000 | 37,9% |     |
| 6 (80)             | Hello Moscú: vodka con Martini                            | Dijous 20 de maig de 2004        | 6.531.000 | 37,9% |     |
| 7 (81)             | La primavera la sangre altera                             | Dijous 27 de maig de 2004        | 6.953.000 | 40,7% |     |
| 8 (82)             | Fe, esperanza y caridad                                   | Divendres 4 de juny de 2004      | 4.301.000 | 31,7% |     |
| 9 (83)             | Si tú me dices ven...                                     | Dijous 10 de juny de 2004        | 4.791.000 | 29,8% |     |
| 10 (84)            | La habitación de arriba                                   | Dijous 1 de juliol de 2004       | 3.982.000 | 26,4% |     |
| 11 (85)            | Cuando calienta el sol                                    | Dijous 8 de juliol de 2004       | 5.422.000 | 37,3% |     |
| 12 (86)            | Tormenta de verano                                        | Dijous 15 de juliol de 2004      | 5.345.000 | 40,1% |     |
| 13 (87)            | ¡Cinco y acción! [Especial]                               | Dijous 22 de juliol de 2004      | 3.084.000 | 25,0% |     |
| SISENA TEMPORADA   |                                                           |                                  |           |       |     |
| 1 (88)             | En la cuerda floja [Especial]                             | Dijous 18 de novembre de 2004    | 4.381.000 | 27,7% |     |
| 2 (89)             | La edad del pavo                                          | Dijous 25 de novembre de 2004    | 5.388.000 | 29,3% |     |
| 3 (90)             | Si la envidia fuera tiña...                               | Dijous 2 de desembre de 2004     | 5.562.000 | 30,4% |     |
| 4 (91)             | Casi uno de los nuestros                                  | Dijous 9 de desembre de 2004     | 5.621.000 | 30,3% |     |
| 5 (92)             | Creced y multiplicaos                                     | Dijous 16 de desembre de 2004    | 5.252.000 | 30,4% |     |
| 6 (93)             | Polvorones bajo palio                                     | Dijous 23 de desembre de 2004    | 4.965.000 | 28,7% |     |
| 7 (94)             | Doce uvas, varios besos, mucha gripe y un ataque de celos | Dijous 30 de desembre de 2004    | 5.476.000 | 32,8% |     |
| 8 (95)             | Cada oveja con su pareja                                  | Dijous 13 de gener de 2005       | 6.291.000 | 34,1% |     |
| 9 (96)             | Las buenas costumbres                                     | Dijous 20 de gener de 2005       | 5.598.000 | 31,6% |     |
| 10 (97)            | La huella del pasado                                      | Dijous 27 de gener de 2005       | 6.198.000 | 34,1% |     |
| 11 (98)            | El honor de los Alcántara                                 | Dijous 3 de febrer de 2005       | 6.669.000 | 36,3% |     |
| 12 (99)            | Con el agua al cuello                                     | Dijous 10 de febrer de 2005      | 6.666.000 | 35,5% |     |
| 13 (100)           | Ajuste de cuentas                                         | Dijous 17 de febrer de 2005      | 6.583.000 | 34,8% |     |
| 14 (101)           | Días de blanco y negro [Especial]                         | Dijous 24 de febrer de 2005      | 3.821.000 | 21,6% |     |
| SETENA TEMPORADA   |                                                           |                                  |           |       |     |
| 1 (102)            | Amores y desamores                                        | Dijous 22 de setembre de 2005    | 3.967.000 | 22,1% |     |
| 2 (103)            | ...Y los sueños, sueños son...                            | Dijous 29 de setembre de 2005    | 4.778.000 | 27,3% |     |
| 3 (104)            | Paz y croquetas                                           | Dijous 6 d'octubre de 2005       | 4.665.000 | 26,6% |     |
| 4 (105)            | Achuchones, poemas y un poco de la mosca española         | Dijous 13 d'octubre de 2005      | 4.521.000 | 24,7% |     |
| 5 (106)            | Alea jacta est                                            | Dijous 20 d'octubre de 2005      | 4.554.000 | 24,6% |     |
| 6 (107)            | Tiran más dos tetas que dos carretas                      | Dijous 27 d'octubre de 2005      | 5.215.000 | 28,7% |     |
| 7 (108)            | El justiprecio                                            | Dijous 3 de novembre de 2005     | 5.591.000 | 32,3% |     |
| 8 (109)            | La noche de San Genaro                                    | Dijous 10 de novembre de 2005    | 5.385.000 | 30,3% |     |
| 9 (110)            | La parcelita                                              | Dijous 17 de novembre de 2005    | 5.497.000 | 30,2% |     |
| 10 (111)           | El retorno del hijo pródigo                               | Dijous 24 de novembre de 2005    | 5.356.000 | 30,0% |     |
| 11 (112)           | Dos días de diciembre                                     | Dijous 1 de desembre de 2005     | 5.360.000 | 30,8% |     |
| 12 (113)           | El comienzo del fin [Especial]                            | Dijous 8 de desembre de 2005     | 4.044.000 | 25,0% |     |
| 13 (114)           | El día de la bomba, el día después                        | Dijous 15 de desembre de 2005    | 4.875.000 | 27,7% |     |
| 14 (115)           | Retrato de familia                                        | Dijous 22 de desembre de 2005    | 4.823.000 | 27,8% |     |
| 15 (116)           | No hay mal que por bien no venga                          | Dijous 29 de desembre de 2005    | 5.238.000 | 29,6% |     |
| 16 (117)           | El seis de enero, milagro                                 | Dijous 5 de gener de 2006        | 4.279.000 | 27,9% |     |
| 17 (118)           | Yesterday [Especial]                                      | Dijous 12 de gener de 2006       | 4.204.000 | 23,2% |     |
| VUITENA TEMPORADA' |                                                           |                                  |           |       |     |
| 1 (119)            | Lisboa era una fiesta                                     | Dijous 14 de setembre de 2006    | 3.794.000 | 23,5% |     |
| 2 (120)            | Apertura ma non troppo                                    | Dijous 21 de setembre de 2006    | 4.241.000 | 24,9% |     |
| 3 (121)            | Por el humo se sabe dónde está el fuego                   | Dijous 28 de setembre de 2006    | 4.505.000 | 27,3% |     |
| 4 (122)            | Mucho calor, muchas risitas y un ataque de flebitis       | Dijous 5 d'octubre de 2006       | 4.528.000 | 26,9% |     |
| 5 (123)            | Había una vez... [Especial]                               | Dijous 12 d'octubre de 2006      | 3.029.000 | 18,9% |     |
| 6 (124)            | Vacaciones de verano para ti...                           | Dijous 19 d'octubre de 2006      | 4.966.000 | 28,8% |     |
| 7 (125)            | La noche de los Rodríguez                                 | Dijous 26 d'octubre de 2006      | 4.685.000 | 26,2% |     |
| 8 (126)            | Póquer, repóquer y órdago                                 | Dijous 2 de novembre de 2006     | 4.578.000 | 25,8% |     |
| 9 (127)            | Una piedra en el camino                                   | Dijous 9 de novembre de 2006     | 4.703.000 | 26,8% |     |
| 10 (128)           | Próxima parada, Perpiñán                                  | Dijous 16 de novembre de 2006    | 4.919.000 | 27,3% |     |
| 11 (129)           | Todas a la cárcel                                         | Dijous 23 de novembre de 2006    | 4.988.000 | 27,4% |     |
| 12 (130)           | Los chicos con las chicas                                 | Dijous 30 de novembre de 2006    | 5.190.000 | 29,4% |     |
| 13 (131)           | Las alegrías nunca vienen solas                           | Dijous 14 de desembre de 2006    | 4.672.000 | 26,6% |     |
| 14 (132)           | Las ruedas de la fortuna                                  | Dijous 21 de desembre de 2006    | 3.927.000 | 21,1% |     |
| 15 (133)           | El amor en fuga                                           | Dijous 28 de desembre de 2006    | 4.736.000 | 26,3% |     |
| 16 (134)           | Tropezar en la misma piedra                               | Dijous 4 de gener de 2007        | 4.401.000 | 23,8% |     |
| 17 (135)           | El arte de desabrochar sujetadores                        | Dijous 11 de gener de 2007       | 4.843.000 | 26,2% |     |
| 18 (136)           | Pasen y vean [Especial]                                   | Dijous 18 de gener de 2007       | 2.909.000 | 16,2% |     |
| 19 (137)           | Con la Iglesia hemos topado                               | Dijous 25 de gener de 2007       | 4.777.000 | 25,8% |     |
| 20 (138)           | Más dura será la caída                                    | Dijous 1 de febrer de 2007       | 5.466.000 | 30,5% |     |
| 21 (139)           | Punto y seguido                                           | Dijous 8 de febrer de 2007       | 5.887.000 | 31,7% |     |
| NOVENA TEMPORADA   |                                                           |                                  |           |       |     |
| 1 (140)            | Un año para la historia [Especial]                        | Dijous 13 de setembre de 2007    | 2.722.000 | 15,7% |     |
| 2 (141)            | Últimas tardes con Minerva                                | Dijous 20 de setembre de 2007    | 3.688.000 | 21,5% |     |
| 3 (142)            | El último tacto en Madrid                                 | Dijous 27 de setembre de 2007    | 3.720.000 | 21,4% |     |
| 4 (143)            | Enemigos del Pueblo                                       | Dijous 4 d'octubre de 2007       | 3.996.000 | 22%   |     |
| 5 (144)            | Un rombo, dos rombos, tres rombos...                      | Dijous 11 d'octubre de 2007      | 3.724.000 | 23,3% |     |
| 6 (145)            | Todos acongojados, acongojados todos                      | Dijous 18 d'octubre de 2007      | 3.949.000 | 21,5% |     |
| 7 (146)            | Significarse o no significarse                            | Dijous 25 d'octubre de 2007      | 3.932.000 | 21,9% |     |
| 8 (147)            | Camisas de once varas                                     | Dijous 1 de novembre de 2007     | 3.202.000 | 18,7% |     |
| 9 (148)            | Dolores, Angustias y Remedios                             | Dijous 8 de novembre de 2007     | 3.855.000 | 21,6% |     |
| 10 (149)           | La noche de los chupetones                                | Dijous 15 de novembre de 2007    | 4.040.000 | 22,1% |     |
| 11 (150)           | ¡Que vienen los rojos!                                    | Dijous 22 de novembre de 2007    | 4.277.000 | 23,2% |     |
| 12 (151)           | ¡Segundos fuera!                                          | Dijous 29 de novembre de 2007    | 4.164.000 | 22,6% |     |
| 13 (152)           | ¿Y después de Franco, qué? [Especial]                     | Dijous 6 de desembre de 2007     | 3.286.000 | 19,9% |     |
| 14 (153)           | Los pingüinos del invicto caudillo                        | Dijous 13 de desembre de 2007    | 4.061.000 | 22,4% |     |
| 15 (154)           | Españoles, Franco ha muerto                               | Dijous 20 de desembre de 2007    | 3.744.000 | 21,5% |     |
| 16 (155)           | ¡A la calle, que ya es hora!                              | Dijous 27 de desembre de 2007    | 3.743.000 | 20,8% |     |
| 17 (156)           | ¡La familia y muchos más! [Especial]                      | Dijous 10 de gener de 2008       | 1.943.000 | 10,6% |     |
| 18 (157)           | Las noches blancas de Oriol                               | Dijous 17 de gener de 2008       | 3.211.000 | 17,4% |     |
| 19 (158)           | Todos los chicos quieren ver chicas desnudas              | Dijous 24 de gener de 2008       | 3.578.000 | 19,8% |     |
| 20 (159)           | La huelga nuestra de cada día                             | Dijous 31 de gener de 2008       | 3.583.000 | 19,7% |     |
| 21 (160)           | Por la boca muere el pez                                  | Dijous 7 de febrer de 2008       | 3.461.000 | 18,9% |     |
| 22 (161)           | Borrón y cuenta nueva                                     | Dijous 14 de febrer de 2008      | 3.713.000 | 20,6% |     |
| DESENA TEMPORADA   |                                                           |                                  |           |       |     |
| 1 (162)            | ...Y llegó el destape [Especial]                          | Dijous 28 d'agost de 2008        | 1.910.000 | 14,9% |     |
| 2 (163)            | ...Y la cigüeña dijo sí                                   | Dijous 4 de setembre de 2008     | 3.966.000 | 25,2% |     |
| 3 (164)            | Fifty fifty                                               | Dijous 11 de setembre de 2008    | 3.910.000 | 23,9% |     |
| 4 (165)            | Por un puñado de fotos                                    | Dijous 18 de setembre de 2008    | 3.908.000 | 22,8% |     |
| 5 (166)            | Una noche de gloria                                       | Dijous 25 de setembre de 2008    | 4.247.000 | 24,3% |     |
| 6 (167)            | Pareja made in Spain                                      | Dijous 2 d'octubre de 2008       | 4.393.000 | 24,7% |     |
| 7 (168)            | El coche nuevo del emperador                              | Dijous 9 d'octubre de 2008       | 4.289.000 | 24,6% |     |
| 8 (169)            | ¿También tú, Ricardo Corazón de León?                     | Dijous 16 d'octubre de 2008      | 4.303.000 | 24,2% |     |
| 9 (170)            | La mujer del César                                        | Dijous 23 d'octubre de 2008      | 4.486.000 | 24,6% |     |
| 10 (171)           | Bodas, bautizos y banquetes                               | Dijous 30 d'octubre de 2008      | 4.428.000 | 24,3% |     |
| 11 (172)           | Vender o no vender, ésa es la cuestión                    | Dijous 6 de novembre de 2008     | 4.464.000 | 24,5% |     |
| 12 (173)           | El hijo del P'arriba                                      | Dijous 13 de novembre de 2008    | 4.348.000 | 27,4% |     |
| 13 (174)           | Cuando las ratas abandonan el barco                       | Dijous 20 de novembre de 2008    | 4.155.000 | 22,2% |     |
| 14 (175)           | La primera vez                                            | Dijous 27 de novembre de 2008    | 4.391.000 | 23,9% |     |
| 15 (176)           | La mano en el fuego                                       | Dijous 4 de desembre de 2008     | 4.478.000 | 24,8% |     |
| 16 (177)           | Habla, pueblo, habla                                      | Dijous 11 de desembre de 2008    | 4.351.000 | 23,2% |     |
| 17 (178)           | Antes morir que perder la vida                            | Dijous 18 de desembre de 2008    | 4.316.000 | 23,9% |     |
| 18 (179)           | Ha pasado un ángel                                        | Dijous 25 de desembre de 2008    | 4.337.000 | 24,2% |     |
| 19 (180)           | Año nuevo, vida nueva [Especial]                          | Dijous 25 de desembre de 2008    | 2.912.000 | 25,1% |     |
| ONZENA TEMPORADA   |                                                           |                                  |           |       |     |
| 1 (181)            | Toda una vida [Especial]                                  | Dijous 3 de setembre de 2009     | 1.627.000 | 12,5% |     |
| 2 (182-183)        | Cambia, todo cambia                                       | Dijous 10 de setembre de 2009    | 3.547.000 | 22,5% |     |
| 3 (184)            | El tamaño sí importa                                      | Dijous 17 de setembre de 2009    | 3.274.000 | 18,2% |     |
| 4 (185)            | En las fiestas, paella                                    | Dijous 24 de setembre de 2009    | 3.411.000 | 19,9% |     |
| 5 (186)            | El hombre más maravilloso del mundo                       | Dijous 1 d'octubre de 2009       | 3.869.000 | 20,9% |     |
| 6 (187)            | La poderosa o el chico de la moto                         | Dijous 8 d'octubre de 2009       | 4.036.000 | 22,1% |     |
| 7 (188)            | El disputado escaño del señor Alcántara                   | Dijous 15 d'octubre de 2009      | 4.253.000 | 22,0% |     |
| 8 (189)            | Los nombramientos siempre llegan en moto                  | Dijous 22 d'octubre de 2009      | 4.388.000 | 23,5% |     |
| 9 (190)            | El vuelo de Ícaro                                         | Dijous 29 d'octubre de 2009      | 4.241.000 | 22,7% |     |
| 10 (191)           | Donde las dan, las toman                                  | Dijous 5 de novembre de 2009     | 4.107.000 | 21,8% |     |
| 11 (192)           | Orgullo manchego                                          | Dijous 12 de novembre de 2009    | 4.150.000 | 22,3% |     |
| 12 (193)           | Adiós para siempre, adiós                                 | Dijous 19 de novembre de 2009    | 4.149.000 | 22,0% |     |
| 13 (194)           | El cocinero es lo primero                                 | Dijous 26 de novembre de 2009    | 4.406.000 | 22,8% |     |
| 14 (195)           | El lobby, la loba y el lobanillo                          | Dijous 3 de desembre de 2009     | 4.238.000 | 21,7% |     |
| 15 (196)           | Una lección muy particular                                | Dijous 10 de desembre de 2009    | 4.403.000 | 23,2% |     |
| 16 (197)           | La última cena                                            | Dijous 17 de desembre de 2009    | 4.597.000 | 24,7% |     |
| DOTZENA TEMPORADA  |                                                           |                                  |           |       |     |
| 1 (198)            | Las dos comuniones de María Alcántara                     | Dijous 11 de novembre de 2010    | 5.171.000 | 26,5% |     |
| 2 (199)            | El regreso                                                | Dijous 18 de novembre de 2010    | 4.777.000 | 24,7% |     |
| 3 (200)            | A la fiesta hemos de ir                                   | Dijous 25 de novembre de 2010    | 4.800.000 | 24,5% |     |
| 4 (201)            | Calores de agosto                                         | Dijous 2 de desembre de 2010     | 5.006.000 | 25,4% |     |
| 5 (202)            | Carlos tiró su fusil                                      | Dijous 9 de desembre de 2010     | 4.894.000 | 24,3% |     |
| 6 (203)            | El empujoncito                                            | Dijous 16 de desembre de 2010    | 4.847.000 | 24,9% |     |
| 7 (204)            | Adiós imprenta, adiós                                     | Dijous 23 de desembre de 2010    | 4.236.000 | 22,3% |     |
| 8 (205)            | Esos locos bajitos [Especial]                             | Divendres 24 de desembre de 2010 | 1.775.000 | 16,5% |     |
| 9 (206)            | Un cuerno al año no hace daño                             | Dijous 13 de gener de 2011       | 4.091.000 | 20,5% |     |
| 10 (207)           | Operación Galaxia                                         | Dijous 20 de gener de 2011       | 4.418.000 | 22,4% |     |
| 11 (208)           | Abstención es lo contrario de abstinencia                 | Dijous 27 de gener de 2011       | 4.982.000 | 24,1% |     |
| 12 (209)           | El último cartucho                                        | Dijous 3 de febrer de 2011       | 4.821.000 | 23,8% |     |
| 13 (210)           | El desencanto                                             | Dijous 10 de febrer de 2011      | 4.844.000 | 24,2% |     |
| 14 (211)           | La voz y la palabra                                       | Dijous 17 de febrer de 2011      | 4.599.000 | 22,7% |     |
| 15 (212)           | Perdidos                                                  | Dijous 24 de febrer de 2011      | 4.740.000 | 22,2% |     |
| 16 (213)           | Sagrillas exterior noche                                  | Dijous 3 de març de 2011         | 4.777.000 | 23,8% |     |
| 17 (214)           | Los pies de barro                                         | Dijous 10 de març de 2011        | 4.468.000 | 21,6% |     |
| 18 (215)           | Una luz al final del túnel                                | Dijous 17 de març de 2011        | 4.800.000 | 24,6% |     |
| TRETZENA TEMPORADA |                                                           |                                  |           |       |     |
| 1 (216)            | Diez años y un día [Especial]                             | Dijous 15 de setembre de 2011    | 3.358.000 | 18,6% |     |
| 2 (217)            | Las grandes y pequeñas decisiones                         | Dijous 22 de setembre de 2011    | 4.017.000 | 21,3% |     |
| 3 (218)            | Hoy empieza todo                                          | Dijous 29 de setembre de 2011    | 4.107.000 | 21,9% |     |
| 4 (219)            | Una venta con freno y marcha atrás                        | Dijous 6 d'octubre de 2011       | 4.323.000 | 22,0% |     |
| 5 (220)            | Gajes del oficio                                          | Dijous 13 d'octubre de 2011      | 4.246.000 | 21,3% |     |
| 6 (221)            | Una caja de fotos                                         | Dijous 20 d'octubre de 2011      | 4.369.000 | 21,5% |     |
| 7 (222)            | Ni exclusivo, ni excluyente                               | Dijous 27 d'octubre de 2011      | 4.358.000 | 20,7% |     |
| 8 (223)            | Estandartes y banderas                                    | Dijous 3 de novembre de 2011     | 4.408.000 | 22,1% |     |
| 9 (224)            | Una mujer de bandera                                      | Dijous 10 de novembre de 2011    | 4.547.000 | 22,7% |     |
| 10 (225)           | La última batalla del macho montés                        | Dijous 17 de novembre de 2011    | 4.580.000 | 23,1% |     |
| 11 (226)           | La mujer y la tierra                                      | Dijous 24 de novembre de 2011    | 4.674.000 | 22,9% |     |
| 12 (227)           | Un secreto y muchas mentiras                              | Dijous 1 de desembre de 2011     | 4.719.000 | 23,3% |     |
| 13 (228)           | La hora de la verdad                                      | Dijous 8 de desembre de 2011     | 4.334.000 | 22,1% |     |
| 14 (229)           | El día de la mujer                                        | Dijous 15 de desembre de 2011    | 4.787.000 | 24,3% |     |
| 15 (230)           | Sorpresas                                                 | Dijous 12 de gener de 2012       | 5.004.000 | 24,7% |     |
| 16 (231)           | Todo pasa factura                                         | Dijous 19 de gener de 2012       | 4.589.000 | 22,3% |     |
| 17 (232)           | Vivir                                                     | Dijous 26 de gener de 2012       | 5.117.000 | 25,5% |     |
| 18 (233)           | Siempre amanece                                           | Dijous 2 de febrer de 2012       | 5.361.000 | 26,5% |     |